# 上镜
在照片中，主题（通常是人）所表现出的美学或外表吸引力可称之为上镜（photogenic）。William Fox Talbot创造的照片绘画描绘了记录图像的早期方法。

## 外表吸引力
照片中的状态可能与一个人在现实生活中的外表吸引力相关或者不相关。模特兒通常被认为有外表吸引力。他们面部的骨骼结构有可能并不够漂亮，甚至可能没有吸引力或者很虚弱，但是当拍摄时，他们的特征可能使其变得有外表吸引力。

## 魅力
吸引力的另一个方面是，人的外表可能并不是吸引力的主要来源，他在现实生活中其他方面可能带来了更多的魅力。虽然这将积极影响该人在现实生活中的魅力，但是在静止的照片中这些属性可能很难被再现，可能使得该人的照片不如现实生活中有魅力，从而将将该归类为不够有魅力。

## 光线
拍摄时的光照可能对人的吸引力产生很大的影响。并且根据面部反射的光线角度和强度不同，人的面部可能看上去有很大差别。但当使用闪光灯/补光灯拍摄时，较浅的肤色和特征可能更清晰，从而导致不期望的特征（例如脊或隆起）比平时更显著。